# Gesa Mayr
Gesa Mayr (* 1986) ist eine deutsche Journalistin und Redakteurin.

## Leben und Wirken
Aufgewachsen in Bonn und Berlin, studierte Mayr European Studies und Media Culture an der Universität Maastricht und der Universität Bologna. Sie absolvierte ein Volontariat beim Kölner Stadt-Anzeiger mit Außenstationen bei der dpa in Washington DC und Spiegel Online. Mayr arbeitete von 2013 bis 2016 als Redakteurin bei Spiegel Online im Ressort Panorama. Bei Bento war sie von Juni 2016 erst als Textchefin und von März 2017 an als stellvertretende Redaktionsleiterin tätig. Danach wechselte sie im März 2018 zu Watson, um dort zusammen mit Anne-Kathrin Gerstlauer das Nachrichtenportal in Deutschland zu etablieren und die Chefredaktion zu leiten. Am 9. November 2018 wurde bekannt, dass Mayr und Gerstlauer die Chefredaktion verlassen.